# Palácio de l'Isle
O Palácio de l'Isle é uma construção do século XI numa pequena ilha do ribeiro Thiou efluente do Lago de Annecy nessa cidade da França. Desde 1974 o Palácio de l'Isle está inscrito ao património histórico da França 
Utilizada diferentes vezes como prisão está transformado hoje em museu, mas também se o pode visitar para ver as antigas salas de audiência, as células dos prisioneiros assim como a capela.

## História
Nos séculos XII e XIII está nas mãos dos Senhores de l'Isle que tinham em feudo os Condes de Genebra . É enfeudado erca de 1219 à família de Monthouz  e é principalmente a prisão contal até 1219. 
Importante na história do palácio e do condado, é a autorização dada em 1356 pelo Imperador Carlos IV -  apesar da oposição do bispo de Genebra, Alamand de Saint-Jeoire - a  Amadeu III de Saboia, de cunhar moeda neste Palácio .
Depois de ter passado pelas mãos do filho cadete de Luís, Duque de Saboia , João, como apanágio, fica na família de Luxemburgo em consequência do casamento de João com Helena de Luxemburgo até ao século XVI, período durante o qual foi principalmente uma residência de príncipe.
Volta à possessão dos Saboia-Nemours  que utilizam as prisões e abrindo um palácio de justiça assim como o conselho dos Genevois e as finanças. O palácio mantém as funções de prisão até à revolução francesa
Chegando a estar destinado a ser demolido acabou por ser classificado. Foi utilizado 
pela última vez como prisão durante a Segunda Guerra Mundial.

## Imagens

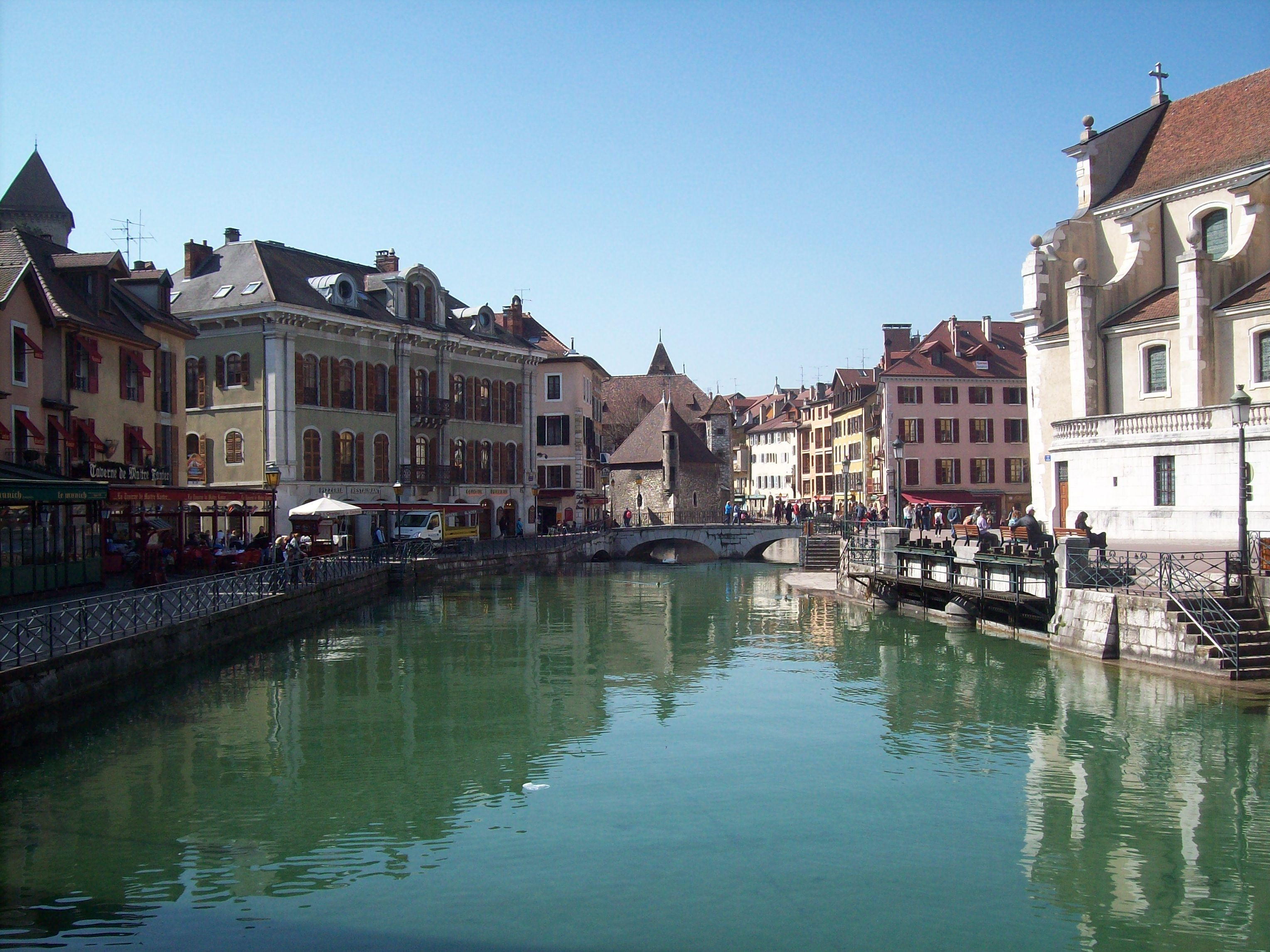
Margens e pontes sobre o Thiou com o palácio a meio
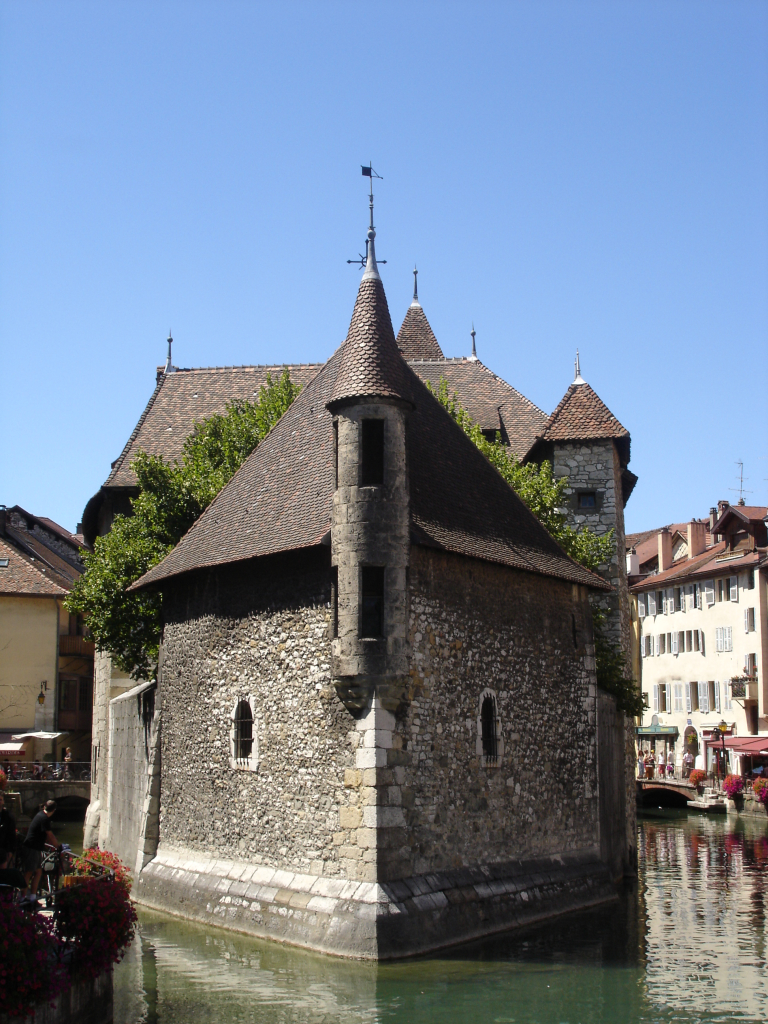
Visto do lado do Lago de Annecy
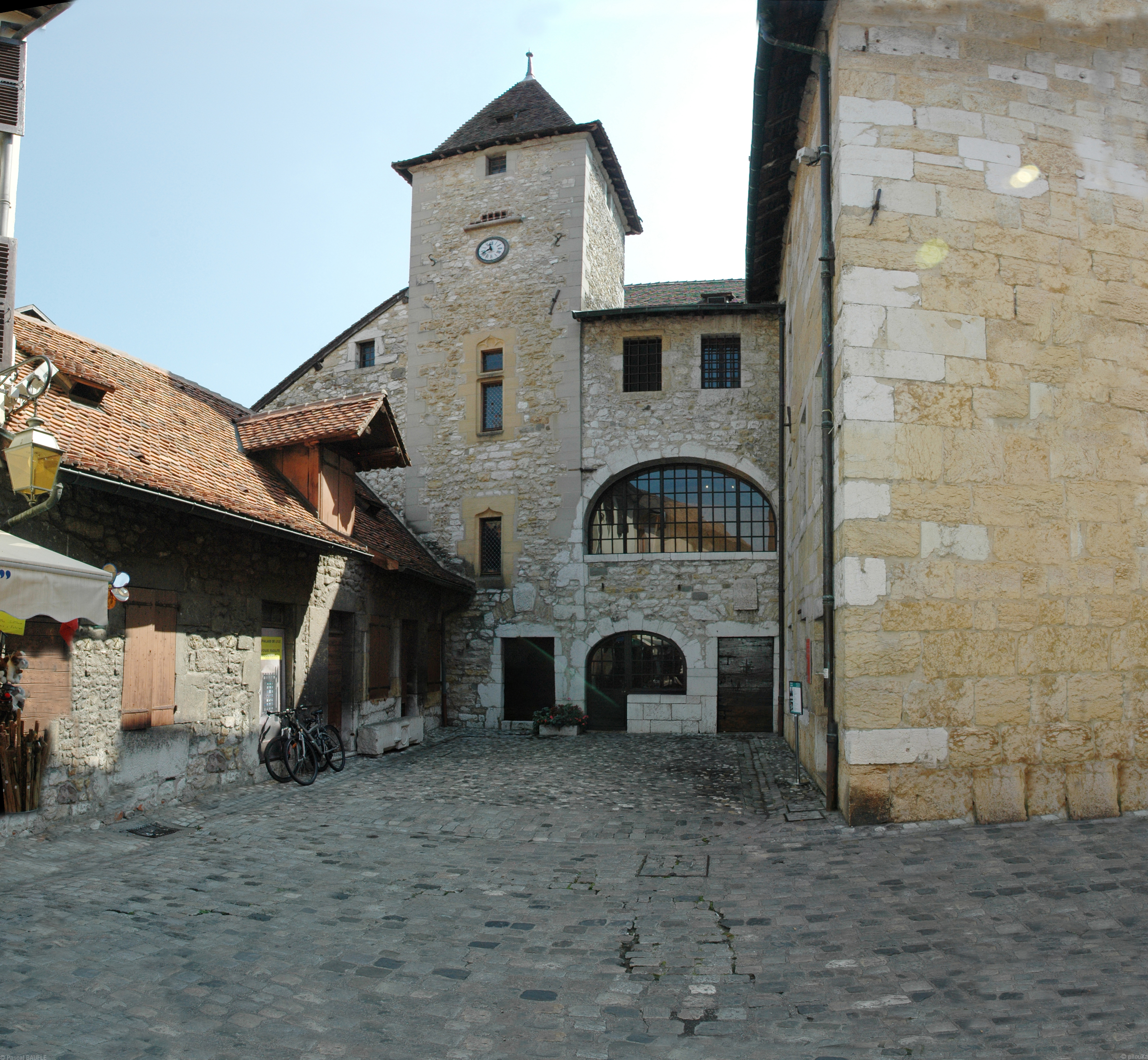
Vista dos paços
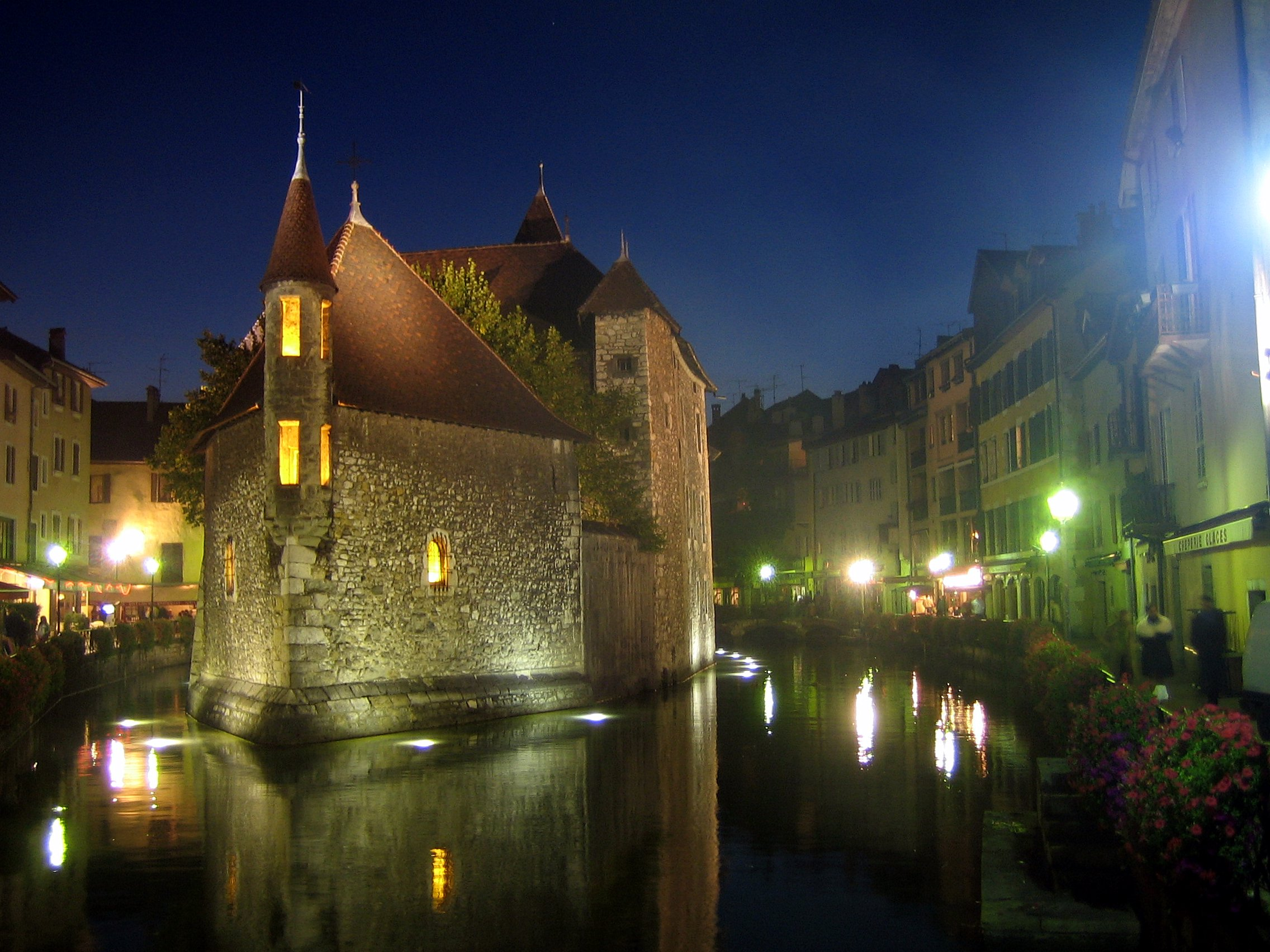
Noturno